# Pływanie na Letnich Igrzyskach Olimpijskich Młodzieży 2010 – 50 metrów stylem dowolnym chłopców
Zawody chłopców na dystansie 50 metrów stylem dwolonym w pływaniu na Letnich Igrzyskach Olimpijskich Młodzieży 2010 odbyły się 18 sierpnia (eliminacje i półfinały 17 sierpnia) w Singapore Sports School w Singapurze.

## Wyniki - finał
| Rk | Tor | Zawodnik          | Kraj      | Czas  | Uwagi |
| -- | --- | ----------------- | --------- | ----- | ----- |
|    | 4   | Andrij Howorow    | Ukraina   | 22,35 |       |
|    | 5   | Kenneth To        | Australia | 22,82 |       |
|    | 3   | Altor Martinez    | Hiszpania | 22,83 |       |
| 4  | 6   | He Jianbin        | Chiny     | 23,01 |       |
| 5  | 2   | Ivan Levaj        | Chorwacja | 23,11 |       |
| 5  | 7   | Ching Tat Lum     | Hongkong  | 23,11 |       |
| 7  | 8   | Kevin Leithold    | Niemcy    | 23,42 |       |
| 8  | 1   | Cristian Quintero | Wenezuela | 23,70 |       |